# Különösen veszélyes bűnözők
A Különösen veszélyes bűnözők (eredeti cím: Red Notice) 2021-ben bemutatott amerikai akcióvígjáték, amelyet Rawson Marshall Thurber rendezett. A főszerepben Dwayne Johnson, Ryan Reynolds és Gal Gadot látható. A film Thurber és Johnson harmadik közös munkája a Központi hírszerzés (2016) és a Felhőkarcoló (2018) után.
Eredetileg a Universal Pictures jelentette volna meg a filmet, azonban a Netflix 2019. július 8-án megszerezte a forgalmazási jogokat. 2021. november 5-én a mozikban is bemutatták, korlátozott ideig. A Netflix oldalán 2021. november 12-én jelent meg. Általánosságban negatív véleményeket kapott a kritikusoktól, a letöltesek alapjan viszont a közönség kedvelte.

## Cselekmény
2000 évvel ezelőtt Marcus Antonius három drágakővel díszített tojást adott Kleopátrának nászajándékba, amely az iránta való elkötelezettségét jelképezte. Azonban a tojások az idő múlásával elvesztek; kettőt 1907-ben megtalált egy farmer, a harmadik pedig eltűnt.
2021-ben John Hartley különleges ügynök (Dwayne Johnson), az FBI bűnügyi profilozója azt a feladatot kapja, hogy segítsen Urvashi Das interpol-ügynöknek a római Museo Nazionale di Castel Sant'Angelóban kiállított egyik tojás ellopása ügyében. Megállapítja, hogy a tojás hamisítvány, az igazi tojást pedig ellopták, ezért Das lezáratja a helyiséget. Mielőtt lezárnák a helyiséget, Nolan Booth (Ryan Reynolds) nemzetközi műkincstolvajnak sikerül elmenekülnie, akit Hartley üldözni kezd. Booth végül a tojással együtt elmenekül Bali-szigeti otthonába, ahol Hartley, valamint Das és az Interpol csapata már várja őt. Letartóztatják Booth-t és őrizetbe veszik a tojást. Mindenki más tudta nélkül Booth fő vetélytársa, Sarah Black, más néven „A Futó” (Gal Gadot) a kommandó egyik tagjának álcázza magát, és a jármű csomagtartójában lévő tojást kicseréli egy másik hamisítványra. Másnap Das szembeszáll Hartley-val, mert azt hiszi, hogy ő a felelős a tojás ellopásáért. Ennek eredményeként egy távoli orosz börtönbe záratja, ugyanabba a cellába, mint Booth-t.
Nem sokkal a megérkezésük után Blackhez vezetik őket, ahol a nő felajánlja Boothnak, hogy dolgozzanak együtt a harmadik tojás megtalálásán, ekkor elárulja Hartley-nak, hogy Booth valóban tudja, hol van. Booth visszautasítja az ajánlatát, és a nő azzal a kijelentéssel távozik, hogy hamarosan megfogja találni a második tojást; amint ez bekövetkezik, figyelmezteti, hogy az ő részesedése jóval kevesebb lesz. Hartley azt javasolja, ő és Booth dolgozzanak össze, hogy elkapják Blacket. Ha Booth segít neki bebörtönözni Blacket, akkor Booth elfoglalhatja a helyét, mint a világ első számú műkincstolvaja. A páros megszökik a börtönből, és Valenciába utaznak, hogy ellopják a második tojást, amely a hírhedt fegyverkereskedő Sotto Voce birtokában van, aki álarcosbált rendez az otthonában. Ott találkoznak szintén a tojást ellopó Blackkel. Mindhárman megérkeznek Voce páncéltermébe, ahol Hartley és Booth a páncélteremben kiállított különböző fegyverekkel harcolni kezdenek Blackkel, mielőtt a nő megbilincselné őket. Voce megérkezik a biztonsági embereivel, és elfogja a férfiakat, miközben kiderül, hogy a nő és Voce együtt dolgoznak.
Hartley-t megkínozzák, és mivel azt hiszik, hogy Booth elárulta a harmadik tojás tényleges helyét, Black ekkor átveri Voce-t, és elutazik Egyiptomba. Miután elhagyta Valenciát, Booth elárulja Hartley-nak, hogy a tojás valójában Argentínában van, és ezt a helyet csak ő ismeri, mivel néhai apja szeretett óráján volt a felirva a koordináta, amely egykor Adolf Hitler személyes művészeti kurátorának, Rudolph Zeichnek a tulajdona volt. A Harmadik Birodalom 1945-ös bukása után Zeich a tojással együtt Argentínába menekült Európából. A duó Argentína dzsungelében kutat, ahol egy titkos földalatti bunkert fedeznek fel. Odalent számtalan náci leletet találnak, köztük a harmadik tojást. Black megérkezik, hogy fegyverrel fenyegetve ellopja a tojást tőlük, de Das és egy csapat helyi rendőr megérkezése megzavarja őket. Hartley, Booth és Black egy antik Mercedesszel menekül, és egy elhagyott rézbányán haladnak keresztül a bunker közelében, miközben Das egy páncélozott járművel üldözi őket. Végül a vízesés tetejéhez közeli járathoz érnek, ahol a trió az alján lévő tóban landol. Booth kiúszik a partra a tojással, azonban felfedezi, hogy Hartley és Black valójában szerelmi és szakmai partnerek, mindketten a "Futó" fedőnevet használják. Booth átadja a tojást, és az esőerdőben egy fához bilincselve otthagyják.
Kairóban Hartley és Black átadja a három tojást egy egyiptomi milliárdos vevőnek, még időben a lánya esküvőjére (ami Marcus Antonius eredeti ajándékát jelképezi Kleopátrának). A gesztust háttérbe szorítja az, hogy a menyasszonyt jobban izgatja az esküvői énekes, Ed Sheeran. Az esküvőt ezt követően Das Interpol rajtaütése szakítja félbe. Egyedül a jachtjukon Hartley-val és Blackkel újra találkozik Booth, aki tájékoztatja őket, hogy ő beszélt Dasnak a Kajmán-szigeteki számlájukról, amelyen az egyiptomi milliárdostól kapott 300 millió dollár van, amit Das befagyasztott. Booth azt is elárulja, hogy az Interpol már úton van, hogy elfogja őket, de esélyt kínál nekik a szökésre, ha segítenek neki egy új rablásban, amelynek végrehajtásához három emberre van szükség. Beleegyeznek, és megszöknek, Das pedig mindhármukra vörös körözést ad ki, miközben a párizsi Louvre-ban megkezdik a rablást.

## Szereplők
| Szerep                          | Színész              | Magyar hang     |
| ------------------------------- | -------------------- | --------------- |
| John Hartley különleges ügynök  | Dwayne Johnson       | Galambos Péter  |
| Nolan Booth profi műkincstolvaj | Ryan Reynolds        | Nagy Ervin      |
| Sarah Black / A Futó            | Gal Gadot            | Horváth Lili    |
| Sotto Voce                      | Chris Diamantopoulos | Stohl András    |
| Urvashi Das felügyelő           | Ritu Arya            | Csuha Borbála   |
| Tambwe                          | Ivan Mbakop          | Kovács Lehel    |
| Gallo igazgató                  | Vincenzo Amato       | Rosta Sándor    |
| Ricci biztonsági főnök          | Rafael Petardi       | Fehér Tibor     |
| szerver/vendor                  | Hugh Entrekin        | Hám Bertalan    |
| Drago Grande / orosz rab        | Daniel Bernhardt     | Törköly Levente |
| önmaga (cameoszerep)            | Ed Sheeran           | Hamvas Dániel   |
| Narrátor (hangja)               | Robert Clotworthy    | Welker Gábor    |

## Bemutató
A Universal eredetileg 2020. június 12-re tervezte a film bemutatását. Az időpontot öt hónappal későbbre, 2020. november 13-ra halasztották. A Netflix ezután 2019. július 8-án vette át a filmet, amelynek megjelenési dátuma 2021-ben várható. A Netflix társ-vezérigazgatója és a tartalomért felelős vezetője, Ted Sarandos egy 2021. áprilisi videó és a részvényeseinek írt levél részeként megerősítette, hogy a film premierje valamikor 2021 negyedik negyedévében várható. A film 2021. november 5-én korlátozott számban került a mozikba, majd 2021. november 12-én a Netflixen is elérhetővé vált.

### Filmzene
2020. február 26-án jelentették be, hogy Steve Jablonsky lesz a film zeneszerzője. Jablonsky 2018-ban már dolgozott együtt Rawson Marshall Thurber rendezővel a Felhőkarcoló című filmen.

### Forgatás
A forgatás 2020. január 3-án kezdődött a Georgia állambeli Atlantában. Korábban úgy volt, hogy a forgatás 2019 áprilisában kezdődik, miután Johnson befejezte a Jumanji – A következő szint elkészítését. 2019. július 8-án elhalasztották a forgatás megkezdését 2020 elejére. Az Olaszországba tervezett forgatás az országban kitört COVID-19 világjárvány miatt elmaradt. Március 14-én bejelentették, hogy a világjárvány miatt a gyártást határozatlan időre felfüggesztették.
A forgatás 2020. szeptember 14-én folytatódott. Gadot és Reynolds október végére fejezték be a forgatási munkálatokat. Az atlantai forgatás november 14-én fejeződött be, majd egy hétre Rómába és az olaszországi Szardíniára költöztek. Az olaszországi forgatás november 18-án fejeződött be. A filmet 160 millió dolláros becsült gyártási költségvetéssel kezdték el forgatni, és mire megjelent, a bejelentett költségek elérték a 200 millió dollárt, ami a Netflix történetének legköltségesebb filmjévé vált.
Richard R. Hoover vizuális effektművész volt a film összes vizuális effektjének felügyelője.

## Fogadtatás
A Rotten Tomatoes oldalán 39%-ot ért el 114 kritika alapján, és 4.9 pontot szerzett a tízből. A Metacritic oldalán 37 pontot szerzett a 100-ból, 35 kritika alapján. A kritikusok sehol nem bántak kesztyűs kézzel a filmmel, különösen miután hírek szerint a Netflix addigi legdrágább filmjeként alig látszik meg valami a költségekből: a filmet unalmas, közhelyes, bugyuta, tét nélküli kergetőzésnek írták le, ami tele van poénoknak szánt butaságokkal, miközben olyan látványosabbnak szánt trükkök, mint egy CGI-bika is inkább önmaga paródiája. Vélemények szerint a költségek inkább a főszereplők gázsijára mehettek el, miközben benne lett volna a potenciál egy jó filmre, amit nem használtak ki, így csak egy drága, de jelentéktelen film sikerült. Az elnézőbb kritikák a film szórakoztatófaktorát emelték ki. Ettől függetlenül a film a Netflix addigi legnézettebb – vagy legalábbis a platformon legtöbbször elindított – filmje lett, utóbb pedig „minden idők” legnézettebb Netflix-filmjévé vált, amit a könnyed, ezért pihentető cselekménnyel magyaráztak.